# Benoît Lambert
Benoît Lambert (né à Rennes en 1971) est un metteur en scène français.

## Biographie
De 1986 à 1989, il est élève à l’École Nationale d’Art Dramatique de Saint Germain en Laye, dans la classe d’Hélène Vallier. De 1989 à 1991, il est élève en Hypokhâgne puis en Khâgne, avant d'intégrer l'École normale supérieure en 1991, où il obtient l'Agrégation de sciences économiques et sociales en 1993. Parallèlement, il intègre L’École Supérieure d’Art Dramatique de Pierre Debauche, en classe de mise en scène.
En 1992, il met en scène avec quelques autres élèves-comédiens Tentative de description d’un dîner de têtes d’après Jacques Prévert, et fonde l'année suivante sa compagnie Le Théâtre de la Tentative, avec le comédien Emmanuel Vérité.
Il intervient dans plusieurs Écoles Supérieures d’Art Dramatique. Il est de 2011 à 2014 le parrain de la promotion 25 de l’École de la Comédie de Saint-Étienne, et à ce titre membre de l’ensemble artistique de la Comédie.
Il est l’auteur de plusieurs articles sur l’histoire et la sociologie du théâtre, ainsi que de trois pièces de théâtre : Le Bonheur d’être rouge écrit en collaboration avec Frédérique Matonti (2000), Que faire ? (le Retour) en collaboration avec Jean-Charles Massera (2011) et Bienvenue dans l’Espèce humaine (2012). Il est également membre du GREC (2010-2016), le groupe de réflexion sur les écritures contemporaines du Théâtre national de la Colline.
Benoît Lambert est artiste associé au Granit - Scène nationale de Belfort depuis 2005, et directeur du Théâtre Dijon-Bourgogne de 2013à 2021.
Il est nommé en février 2021 directeur de la Comédie de Saint-Étienne.

## Décorations
- Chevalier de l'ordre des Arts et des Lettres (2019)[6]

## Mises en scène
- 1995 : Les Fourberies de Scapin de Molière
- 1997 : Jours de colère d'après La Fête de Slawomir Mrozek et Carton plein de Serge Valletti
- 1998 : Lorenzaccio d’Alfred de Musset
- 1999 : Prolégomènes à toute entreprise future qui voudra se présenter comme révolutionnaire d’après Spinoza encule Hegel de Jean-Bernard Pouy (Pour ou contre un monde meilleur - Épisode 1)
- 2000 : La Conversation interrompue (Pour ou contre un monde meilleur - Épisode 2)
- 2001 : Maître Puntila et son valet Matti de Bertolt Brecht
- 2002 : Le Bonheur d'être rouge de Benoît Lambert et Frédérique Matonti (Pour ou contre un monde meilleur - Épisode 3)
- 2002 : Ça ira quand même d'après Ervart ou les Derniers Jours de Frédéric Nietzsche d'Hervé Blutsch, Pourparlers de Gilles Deleuze, Vingt ans, et alors ! de Don Duyns et Pour l’abolition de la société marchande, pour une société vivante de Raoul Vaneigem (Pour ou contre un monde meilleur - Épisode 4)
- 2004 : La Gelée d'arbre d'Hervé Blutsch
- 2005 : Sixième Solo de Serge Valletti
- 2005 : L'Affaire de la rue de Lourcine d’Eugène Labiche
- 2006 : Le Misanthrope de Molière
- 2006 : Ils nous ont enlevé le h
- 2007 : Meilleurs souvenirs de Grado de Franz Xaver Kroetz
- 2008 : We are la France d'après Jean-Charles Massera (Pour ou contre un monde meilleur - Épisode 5)
- 2008 : Jeunesses françaises (1)
- 2008 : La Peur des coups d'après Georges Courteline
- 2009 : Jacques et Mylène de Gabor Rassov
- 2009 : Meeting Charlie (C.C.C.P - Les Contributions de Charles Courtois-Pasteur)
- 2009 : We are l'Europe de Jean-Charles Massera (Pour ou contre un monde meilleur - Épisode 6)
- 2010 : Enfants du siècle, un diptyque (Fantasio / On ne badine pas avec l'amour) d’Alfred de Musset
- 2011 : Que faire ? (Le Retour) d'après Benoît Lambert et Jean-Charles Massera (Pour ou contre un monde meilleur - Épisode 7)[7],[8]
- 2012 : Tout Dostoïevski (Charlie - Épisode 2) de Benoît Lambert et Emmanuel Vérité
- 2012 : Bienvenue dans l'espèce humaine (Pour ou contre un monde meilleur - Épisode 8)
- 2013 : Dénommé Gospodin de Philipp Löhle[9],[10]
- 2013 : Tout va bien (Yves Jamait chante Guidoni)
- 2014 : Qu'est-ce que le théâtre ? de Hervé Blutsch et Benoît Lambert
- 2014 : La Grande Histoire de François Bégaudeau
- 2014 : Tartuffe ou l'Imposteur de Molière[11],[12]
- 2015 : L'Empereur d'Atlantide ou la Mort abdique, opéra de Viktor Ullmann
- 2015 : La Devise de François Bégaudeau (Pour ou contre un monde meilleur - Épisode 9)[13],[14]
- 2016 : La Bonne Nouvelle de François Bégaudeau (Pour ou contre un monde meilleur - Épisode 10)[15]
- 2017 : Le Jeu de l'amour et du hasard de Marivaux
- 2019 : Le Rêve de Lopakhine un Atelier-spectacle  d'après "La Cerisaie" de Anton Tchekhov
- 2022 : "L'Avare" de Molière
- 2022 : "Un monde meilleur, épilogue" de Benoît Lambert

## Sources
- « Benoît Lambert / Les Archives du Spectacle », sur Les Archives du Spectacle (consulté le 29 août 2020)
- « En savoir plus - Benoît Lambert, actualités, textes, spectacles, vidéos, tous ses liens avec la scène », sur contemporain.net, theatre-contemporain.net (consulté le 29 août 2020)
- « Benoît Lambert », sur colline.fr (consulté le 13 juin 2023)
- « Malakoff scène nationale – Accueil », sur theatre71.com (consulté le 29 août 2020)
- « Pour ou contre un monde meilleur - La Bonne nouvelle - François Bégaudeau,  - mise en scène Benoît Lambert, », sur contemporain.net, theatre-contemporain.net (consulté le 29 août 2020)